# Lysiopetalum
Lysiopetalum är ett släkte av mångfotingar. Lysiopetalum ingår i familjen Callipodidae.

## Dottertaxa tillLysiopetalum, i alfabetisk ordning[1]
- Lysiopetalum alternans
- Lysiopetalum argolicum
- Lysiopetalum byzantinum
- Lysiopetalum camaldulense
- Lysiopetalum comma
- Lysiopetalum corcyraeum
- Lysiopetalum costatum
- Lysiopetalum cycladicum
- Lysiopetalum degenerans
- Lysiopetalum dorsovittatum
- Lysiopetalum erberi
- Lysiopetalum euboeum
- Lysiopetalum furculigerum
- Lysiopetalum hamatum
- Lysiopetalum herzegowinense
- Lysiopetalum herzegowinensis
- Lysiopetalum ictericum
- Lysiopetalum illyricum
- Lysiopetalum inerme
- Lysiopetalum insculptum
- Lysiopetalum isotropum
- Lysiopetalum kervillei
- Lysiopetalum koelbeli
- Lysiopetalum kosswigii
- Lysiopetalum lendenfeldii
- Lysiopetalum macedonicum
- Lysiopetalum schistazeum
- Lysiopetalum setigerum
- Lysiopetalum sicanum
- Lysiopetalum turcicum